# 서울교육대학교 부설초등학교
서울교육대학교 부설초등학교(敎育大學校附設初等學校)는 대한민국 서울특별시 서초구 서초동에 위치한 서울교육대학교 부속의 국립 초등학교이다.

## 연혁
- 1953년 1월 서울사범부속국민학교로 설립 인가
- 1953년 4월 6학급 편성 개교
- 1962년 3월 서울대학교병설교육대학부속국민학교로, 후에 서울교육대학부속국민학교로 개칭
- 1977년 2월 서초동 신축교사로 이전
- 1996년 3월 서울교육대학교부속초등학교로 개칭
- 1996년 9월 한국일보 주최 제7회 아름다운 학교 대상 수상
- 1997년 9월 귀국학생반 3학급 개설
- 2001년 3월 서울교육대학교부설초등학교로 개칭
- 2003년 5월 개교 50주년 기념행사
- 2005년 2월 디지털 도서관, 컴퓨터실, 어학실 개관
- 2005년 9월 야외 학습장 및 자연 생태공원 조성
- 2011년 2월 제 56회 졸업식(총 졸업생 10,132명)
- 2012년 2월 제 57회 졸업식(총 졸업생 10,410명)
- 2012년 3월 2009개정교육과정 연구학교 운영
- 2013년 2월 제 58회 졸업식(총 졸업생 10,537명)
- 2013년 3월 스마트 교육 연구학교 운영
- 2014년 2월 제 59회 졸업식(총 졸업생 10,673명)
- 2014년 3월 제 15대 전병식 교장 취임
- 2014년 3월 스마트교실 2실 구축
- 2014년 3월 앞, 뒤채 개축 결정
- 2015년 2월 제 60회 졸업식(총 졸업생 10,796명)
- 2015년 3월 창의융합인제교육(STEAM) 연구학교 운영
- 2016년 2월 제 61회 졸업식(총 졸업생 10,919명)
- 2016년 2월 개축을 위한 가설교사 이전
- 2016년 3월 초등 1,2학년군 교과용 도서 현장적합성 검토
- 2016년 12월 1학년 책걸상 교체
- 2017년 2월 제 62회 졸업식(총 졸업생 11,026명)
- 2017년 3월 초등3, 4학년 교과용 도서 현장적합성 검토
- 2023년 4월 15일 개교 70주년

## 참고 자료
- 서울교육대학교 부설초등학교 - 한국교육학술정보원 학교알리미